# 顾亭林祠
顾亭林祠是为纪念明清之际学者顾炎武的而建造的祠堂。现中国境内共有多处顾亭林祠，其中著名的有北京报国寺顾亭林祠、南京夫子庙顾亭林祠。
另外，陕西华山也有顾炎武晚年的故居—顾庐；江苏昆山亭林公园内有顾亭林纪念馆，昆山千灯镇有顾炎武故居（江苏昆山为顾炎武的家乡）。

## 北京报国寺顾亭林祠
顾亭林祠在宣武区广安门内大街路北报国寺西院，顾炎武在北京时曾住于该院。该祠由何绍基、张穆等人于清道光二十三年（1843年）集资修建。1900年曾被八国联军轰毁，后张之洞改修昭忠祠。1921年王式通等重修。为北京市重点保护文物。

## 南京夫子庙顾亭林祠
坐落于南京夫子庙附近的治山上。